# 県春貞
県 春貞（あがた の はるさだ、生年不詳 - 貞観6年（864年）?）は、平安時代前期の人物（百姓）。

## 経歴・人物
貞観6年（864年）頃に讃岐国香川郡の自宅で、同国の浪人・江沼美都良麿らと飲酒して口論となり、左脇腹を刺され殺された。同郡の人である秦成吉らも同じく飲んでおり、言葉で両者を諫めていたが助けることができなかったという。妻の秦浄子の訴えにより、刑部省は裁断を下し、美都良麿は斬刑となるべきところ、罪一等を減じて流罪となった。